# بنی مک‌کارتی
بندیکت سائول «بنی» مک‌کارتی (هلندی: Benedict Saul "Benni" McCarthy؛ زادهٔ ۱۱ دسامبر ۱۹۷۷) بازیکن فوتبال سابق و سرمربی فوتبال اهل آفریقای جنوبی است.

## باشگاهی
از باشگاه‌هایی که در آن بازی کرده‌است می‌توان به آژاکس، پورتو، وستهام یونایتد، سلتاویگو، و بلکبرن راورز اشاره کرد.
آخرین تیم رده باشگاهی او اورلاندو پایرتز در آفریقای جنوبی بود.
وی همچنین در تیم ملی فوتبال آفریقای جنوبی بازی کرده‌است و در دو جام جهانی ۱۹۹۸ و ۲۰۰۲ برای این تیم به میدان رفت. مک‌کارتی با ۳۲ گل بهترین گلزن تمام ادوار بافانا بافانا است. او پس از قهرمانی در لیگ قهرمانان اروپا با پورتو به تنها بازیکن تاریخ آفریقای جنوبی است که موفق به قهرمانی در این جام شده‌است، تبدیل شد.